# NGC 4439
NGC 4439 је расејано звездано јато у сазвежђу Крст које се налази на NGC листи објеката дубоког неба.
Деклинација објекта је - 60° 6' 11" а ректасцензија 12h 28m 26,3s. Привидна величина (магнитуда) објекта NGC 4439 износи 8,4. NGC 4439 је још познат и под ознакама OCL 884, ESO 131-SC6.